# Difluorure de radon
Le difluorure de radon est un composé chimique de formule RnF2. Cette molécule n'a jamais été formellement isolée, mais pourrait être le constituant majoritaire, sinon unique, du fluorure de radon obtenu expérimentalement en faisant réagir du fluor sur du radon,.
La molécule RnF2 modélisée a une conformation linéaire et une longueur de liaison Rn-F de 208 pm.